# Lozsani
Lozsani (macedónul: Ложани) település Észak-Macedóniában, a Délnyugati körzetben, Sztruga községben.

## Népesség
| Lakosok száma | 603  | 667  | 748  | 684  | 708  | 763  | 710  | 729  | 644  |
|               | 1948 | 1953 | 1961 | 1971 | 1981 | 1991 | 1994 | 2002 | 2021 |

2002-ben 778 lakosa volt, akik mindannyian macedónok.